# Oncorhynchus gilae
La trucha de Gila (Oncorhynchus gilae) es una especie de pez de la familia Salmonidae en el orden de los Salmoniformes.

## Morfología
Los machos pueden alcanzar 32 cm de longitud total.

## Hábitat
Vive en zonas de  aguas dulces  templadas (35 ° N-33 º N).

## Distribución geográfica
Se encuentra en Norteamérica: río Gila en Nuevo México y Arizona (Estados Unidos ).